# Murs de la vila del Cogul
Els Murs de la vila del Cogul és una obra del municipi del Cogul (Garrigues) declarada bé cultural d'interès nacional.

## Descripció
Per sota el carrer Vileta i seguint el seu perímetre es veuen restes de murs externs al que seria el castell. És la zona nord-oest de la plaça de l'església, nucli històric original de la població. De fet aquest carrer antigament s'anomenava del castell. La major part dels murs es barregen amb actuacions modernes, formen part d'habitatges o es conserven molt malmesos. En aquesta zona destaquen actuacions recents, poc cuidades i respectuoses respecte possibles restes d'interès. En bona part del tancament del turó hi ha hagut esllavissaments de terres. Es tracta de carreus de pedra de grans dimensions, ben escairats i units entre si amb morter.

## Història
Des de 1186 fins al 1237 l'abat de Poblet percebia delmes del lloc i castell del Cogul, i el 1306 l'abat Pere d'Alferic el rebé per venda de Bertran de Solanelles. Els Pallars havien conservat l'alta jurisdicció, ja que el 1385 Jaume de Pallars vengué al monestir el mer i mixt imperi del Cogul, les Besses i l'Espitalet del Riu de Set, que es trobaven ja dins la senyoria de Poblet. La cessió fou confirmada per Pere III i després per Joan I. El lloc pertanyé a Poblet fins a l'abolició de les senyories (1835).